# Bernard Chiarelli
Bernard Chiarelli (Valenciennes, 24 febbraio 1934 – Saint-Saulve, 17 novembre 2024) è stato un calciatore e allenatore di calcio francese, di ruolo centrocampista.

## Carriera
Con la Nazionale francese ha disputato solamente una partita amichevole contro la Svizzera nell'aprile 1958. Ha fatto parte della selezione classificatasi al terzo posto ai Mondiali di Svezia 1958, senza scendere mai in campo.